# (7912) Lapovok
(7912) Lapovok est un astéroïde de la ceinture principale.

## Description
(7912) Lapovok est un astéroïde de la ceinture principale. Il fut découvert le 8 août 1978 à Naoutchnyï par Nikolaï Tchernykh. Il présente une orbite caractérisée par un demi-grand axe de 2,44 UA, une excentricité de 0,13 et une inclinaison de 0,9° par rapport à l'écliptique.

## Compléments